# Арабское завоевание Средней Азии
Ара́бское завоева́ние Сре́дней А́зии или Завоева́ние Сре́дней А́зии ара́бами, также известное как Мусульма́нское завоева́ние Маверанна́хра (Трансоксиа́ны)  — завоевательные походы и набеги Арабского халифата (VII—VIII веках) в целях распространения ислама и завоевания согдийских земель между реками Амударья и Сырдарья, а также других территории Средней Азии: Тохаристана, Хорезма и Бадахшана.

## Предыстория
Арабы достигли Центральной Азии через 10 лет после своей решающей победы в битве при Нехавенде в 642 году, когда они завершили завоевание бывшей империи Сасанидов, завоевав Систан и Хорасан. Мерв, столица Хорасана, в 651 году пал в руки губернатора Басры Абдаллы ибн Амира, вместе с этим границы зарождавшегося халифата достигли реки Джайхун (Амударья). Земли за Джайхуном известные арабам как «земля за рекой» (mā wara al-nahr — «ма вара ан-нахр») — отличались от того, с чем сталкивались арабы раньше: они отличались не только разнообразным ландшафтом, начиная от гор Гиндукуша до плодородных речных долин и пустынь с оазисными городами, они также были заселены различными народами, как оседлыми, так и кочевыми, и, вместо централизованной администрации персидского региона, регион был разделен на множество мелких независимых княжеств.
Географически, политически и социально Мавераннахр был разделен на 4 региона: Тохаристан (Бактрия) в верховьях Окса, окруженный Гиссарскими горами на севере и Гиндукушем на востоке и юге; Согдия, или Согдиана, к востоку от среднего Окса и вокруг реки Зарафшан; Хорезм, или Хоразмия, на нижнем Оксе до его впадения в Аральское море; и земли к северу от Гиссарских гор и вдоль реки Яксарт (Сырдарья), включая Семиречье и Ферганскую долину. Как и сегодня, население принадлежало к двум языковым группам: носители иранских языков, которые в VII веке имели склонность к урбанизации, и тюркские народы, которые в то время были в основном кочевыми. В истории Мавераннахра доминировали вторжения кочевых народов из Центральной Азии. Во II веке до н. э. юэчжи (тохары) сокрушили Греко-бактрийское царство и образовали Кушанское царство, при котором в регион пришел буддизм. На смену кушанам пришли эфталиты в начале V века, господство которых продолжалось до образования Тюркского каганата в середине VI века. После разделения каганата на две части Западно-тюркский каганат сохранил господство над различными княжествами Трансоксианы, иногда даже совершая набеги вплоть до Балха .
Когда китайский буддийский монах Сюаньцзан посетил Тохаристан в 630 году, он обнаружил не менее 27 различных княжеств под общим руководством тюркского наместника в Кундузе, который был старшим сыном западно-тюркского кагана. После падения Западно-тюркского каганата в 650-х годах этот наместник стал независимым правителем, претендующим на звание кагана. Каганы сохраняли своего рода сюзеренитет над другими княжествами Тохаристана, но эта власть была в основном номинальной, и местные князья, многие из которых были тюркскими вождями и губернаторами, были фактически независимы. К северу от Окса, в Верхнем Тохаристане, наиболее важными княжествами были Бадахшан, Хутталь, Кубадхиян и Чаганиан. К югу от Окса, в Нижнем Тохаристане, находился Балх, древняя столица всего региона, который оставался самым важным поселением Тохаристана и его религиозным центром, расположенная там знаменитая буддийская ступа Навбахар привлекала паломников. Важными княжествами также были Гузджан, Бадгис, Герат и Бамиан.
К северу и западу от Гиссарского хребта, вдоль реки Зеравшан, лежала Согдиана. Это древняя иранская земля с собственной культурой, языком и традициями, которые хорошо документированы благодаря археологическим находкам и литературным источникам. Согдиана также была разделена на несколько небольших княжеств, но два главных центра — Бухара и Самарканд доминировали над остальными. Согдийцы были особенно активны в качестве торговцев на так называемом «Шёлковом пути». Китайские хроники указывают, что большинство местных князей принадлежали к ветвям одного и того же правящего дома, и что глава этого дома, правитель Самарканда, был связан браком с тюркскими каганами. Большинство из правителей региона использовали персидские титулы (шах), но у некоторых также были тюркские титулы, а правитель Самарканда как выдающийся среди них использовал титул ихшид (как и князья Ферганы).
К северу и востоку от Согдианы простиралась так называемая «Голодная степь», пространство в около 160 км, которое существенно уступило по плодородию районам вокруг реки Яксарт. Регион занимало княжество Шаш (современный Ташкент) на северо-западе и Фергана на востоке, граничившая с горами Тянь-Шаня, за которыми находился Кашгар, самый западный форпост Китайской империи. К западу от Согдианы, изолированный среди пустыни, лежал Хорезм. Он был заселен оседлым урбанизированным иранским народом. История области между концом III века и началом мусульманского завоевания неясна из-за нехватки литературных и археологических данных. Современные ученые спорят, попал ли этот район под власть кушанов, в частности, из-за отсутствия каких-либо следов буддизма в этом районе и продолжавшегося господства зороастризма; Аль-Табари сообщает, что область была захвачена Сасанидами при Ардашире I (224—242) и оставалась в некоторой зависимости от Сасанидской Персии. С начала IV века Хорезмом управляла местная династия Афригидов, известная благодаря монетам и хронике хорезмийского ученого XI аль-Бируни. В равной степени неясно, попал ли Хорезм под тюркское владычество в VI—VII веках.
Трансоксиана, как отмечает историк Хью Н. Кеннеди, «была богатой землей, полной возможностей и богатства, но защищаемой воинственными людьми, которые высоко ценили свою независимость», и, по сути, её подчинение оказалось самым долгим и упорным из ранних арабских завоеваний.

## Начало завоевания
Хотя из арабских источников создается впечатление, что арабы начали завоевание региона в 650-х годах, на самом деле большинство ранних военных действий в этом районе были всего лишь набегами, нацеленными на захват добычи и требование дани. Арабское присутствие было ограничено небольшим гарнизоном в Мерве, и губернаторы Ирака каждый год посылали армии для набега на местные княжества. Первая экспедиция под командованием Ахнафа ибн Кайса в 652 году была отбита объединёнными силами Нижнего Тохаристана и вернулась в Мерверруд. Однако вторая экспедиция под командованием аль-Акры ибн Хабиса смогла разбить князя Джузджана и завоевать Джузджан, Фарьяб, Талукан и Балх. Отряды арабов разграбили местность вплоть до Хорезма. В 654 году город Майамург в Согдиане подвергся рейду. Однако вскоре после этого местное население во главе с Карином (возможно, членом династии Карин-Пахлевидов) восстало. Арабы эвакуировались из Хорасана, и, согласно китайским источникам, князья Тохаристана на какое-то время восстановили сына Йездегерда III Пероза в качестве формального шаха Персии. Занятые Первой фитной (656—661) арабы не смогли отреагировать на это, хотя грабительские набеги продолжали происходить в 655—658 годах.
После окончания гражданской войны Абдалле ибн Амиру вновь было поручено восстановить арабский контроль над Хорасаном. Точные события следующих нескольких лет неясны, так как исторические традиции смешивают их с первоначальным завоеванием ибн Амиром этого района, но информация из племенных источников указывает на ожесточенное сопротивление и ряд восстаний, приведших, в частности, к разрушению ступы Навбахар заместителем ибн Амира Кейсом ибн аль-Хаттамом. Лишь после назначения Зияда ибн Аби Суфьяна правителем Ирака и восточной части арабской империи, арабы предприняли полноценную кампанию по умиротворению Хорасана. С 667 года до своей смерти в 670 году заместитель Зияда в Хорасане аль-Хакам ибн Амр аль-Гифари провёл серию кампаний в Тохаристане, в ходе которых арабские армии перешли Окс и вступили в Чаганиан. Пероз был низложен и вновь бежал в Китай. После смерти аль-Хакама последовало ещё одно крупномасштабное восстание, но его преемник, Раби ибн Зияд аль-Хариси, взял Балх и разбил повстанцев в Кухистане, прежде чем пересечь Окс и вторгнуться в Чаганиан. Другие арабские силы охраняли контрольно-пропускные пункты Зам и Амул дальше на запад, в то время как арабские источники упоминают о завоевании Хорезма в то же время. Что ещё более важно для будущего арабского присутствия в регионе, в 671 году Зияд ибн Аби Суфьян поселил 50 000 воинов, в основном из Басры и Куфы, со своими семьями в Мерве. Этот шаг не только укрепил мусульманский элемент в Хорасане, но и обеспечил силы, необходимые для будущей экспансии в Трансоксиану.
Когда Зияд умер, его политику продолжил его сын Убайдуллах ибн Зияд, который был назначен правителем Хорасана и прибыл в Мерв осенью 673 года. Следующей весной Убайдуллах пересек Окс и вторгся в Бухарское ханство, которое в то время управлялось царицей, известной просто как Хатун (тюркское слово, обозначающее знатную женщину), в качестве регента своего маленького сына. Арабы добились первого успеха возле города Байканда, прежде чем отправились к Бухаре. Местная историческая традиция отмечает, что арабы осадили Бухару, и тюрки были призваны на помощь, хотя этого нет в арабских источниках, в которых просто говорится, что арабы одержали великую победу над бухарцами. По традиции, которая была, по-видимому, распространённой в то время, Убайдуллах принял на службу 2000 пленников, всех «искусных лучников», в качестве своей личной охраны. Судьба Бухары остается неясной, но указанный шаг предполагает, что она признала некоторую форму арабского сюзеренитета и стала данником.
Успехи Убайдуллаха не подтвердили его преемники Аслам ибн Зура и Абд аль-Рахман ибн Зияд. Только во время краткого губернаторства Саида ибн Усмана в 676 году арабы начали крупную экспедицию в Согдиану. Согласно аль-Балазури и Наршахи, Саид разбил местную коалицию, состоявшую из городов Киш, Насаф, Бухара и тюрок, вынудил Хатун вновь подтвердить верность Бухары халифату, а затем осадил Самарканд. Завоевал город, а на обратном пути завоевал Тирмид на Оксе и добился капитуляции князя Хутталя.
Первые набеги арабов через Окс охватывали Шаш и Хорезм и были прерваны межплеменной войной, разразившейся в Хорасане во время второй фитны. Последующие губернаторы, прежде всего Саид ибн Утман и аль-Мухаллаб ибн Аби Суфра, предприняли попытки завоевать территорию за рекой, но потерпели неудачу. Местные князья, со своей стороны, пытались использовать соперничество среди арабов, и с помощью арабского перебежчика Мусы ибн Абдаллаха ибн Хазима, который в 689 году завоевал крепость Термез, им удалось изгнать арабов из региона. Тем не менее, князья за рекой оставались одержимыми междоусобицами. Это грамотно использует Кутайба соответствующим образом после 705 года.

## Омейядо-тюргешские войны
Начиная с 705 года, из Ирака, наместником которого являлся ал-Хаджжадж, ежегодно совершались завоевательные походы Кутейбы ибн Муслима на восток, завершавшиеся присоединением новых территорий. В 705 году Кутейба подчинил Бадгис, граничивший с Хорасаном; в 706 году Пайкенд; а в 707 году началось покорение Бухарского оазиса, завершившееся лишь к следующему году. Непосредственно Бухара продержалась ещё год — до 709 года, — выдержав три или четыре штурма. После закрепления арабской армии на местности продвижение на восток продолжилось — в 711 году войска Кутайбы подчинили Сиджистан и вступили в область Синда.
Таким образом, в период 705—711 годов в состав Халифата на правах вассальных государств вошло четыре государства, уничтожено — два. Присоединённые территории составляли порядка 600 км кв., а их население — порядка 1 млн человек. Последовавший в 712—713 годах поход Кутейбы в области Ферганы и Шаша был прерван смертью ал-Хаджжаджа; продвижение арабских завоевателей застопорилось.
Попытка усиленной исламизации региона, предпринятая Кутейбой в 713—714 годах, не была проведена до конца. Когда же в 715 году халиф Аль-Валид I скончался, обязанный ему положением Кутейба поднял мятеж и предпринял попытку отделиться от Халифата. Попытка эта не нашла единодушной поддержки в рядах самого Кутейбы — в том же году под Мервом произошло столкновение противоборствующих лагерей, окончившееся победой лоялистов и казнью Кутейбы. Покорённые арабами народы, однако, недолго пробыли под властью Омейядов.
Правление Сулеймана, прошедшее в восточных провинциях Халифата незамеченным, в 717 году сменилось аскетичным и набожным правлением Умара II. Возвращение к нормам раннего ислама, установленным Пророком и первыми двумя халифами, протекало с серьёзными затруднениями даже в Аравии — и тем более трудно приживались подобные практики в регионе, вошедшем в состав Арабской империи едва десятилетие назад. Особенно остро воспринимались запреты играть на музыкальных инструментах (в том числе, на свадьбах), запреты оплакивать мёртвых, а также ряд иных, но не менее важных запретов. Все последующие годы восточные провинции Арабской империи, составляющие ядро будущей империи Саманидов, вставали в оппозицию халифам (как Омейадам, так и Аббасидам) и поддерживали все антиправительственные восстания.
Лояльность коренного иранского и тюркского населения Трансоксианы и их автономных местных суверенов оставалась сомнительной, как это было продемонстрировано в 719 году, когда суверенные трансокианцы направили петицию китайцам и их вождям из тюркешов с просьбой о военной помощи против губернаторов Халифата.
Кризис в восточных провинциях резко обострился в 720 году, чему способствовало сразу несколько обстоятельств.
Во-первых, в апреле этого года в Ираке произошло восстание Йазида ибн аль-Мухаллаба, нашедшее живой отклик и в восточных провинциях — несмотря даже на то, что агитаторы аль-Мухаллаба не добрались непосредственно до Хорасана. Во-вторых, Маслама ибн Абдул-Малик (в описываемое время — губернатор Ирака) принял крайне неудачное кадровое решение, поставив наместником Мавераннахра своего брата Саида ибн Абдул-азиза. Ошибочность этого решения заключалась в том, что Саид был сибаритом, изнеженным придворной жизнью; хорасанцев против себя он настроил уже тем, что приехал на двугорбом верблюде, обложенный подушками. Для местной знати новый наместник с первых дней казался женственным. Когда правителя Абрага (удельное княжество к югу от Самарканда) после приёма у нового наместника спросили, каков он, тот ответил словом «хузайна», что по-согдийски означает «дихканка», а по-русски — «барыня». В истории этот наместник таки и остался с прозвищем Саид Хузайла. В-третьих, в том же 720 году в междуречье Оксы и Яксарты вторглись тюрки, поддерживаемые согдийцами, и взяли под контроль крепости на дороге от Бухары до Самарканда. Значительная часть Согдианы отпала от ислама и вернулась в зороастризм — а это являлось тяжелейшим преступлением в исламе. Саид при этом не спешил начинать контратаки — арабам пришлось уговаривать наместника собирать войско и выступать в поход. Недовольство вызывала и мягкость наместника по отношению к мятежникам: он не давал разорять земли мятежников (ссылаясь на то, что они принадлежат халифу), не давал избивать и порабощать их семьи и даже наказывал тех мусульман, которые совершали указанные действия. Хуже всего было то, что кампания проходила без крупных, запоминающихся побед. В 721 году войска Тургеша во главе с Кюль Чором нанесли поражение халифской армии под командованием Саида ибн Абдул-Азиза под Самаркандом. Халиф был вынужден сместить наместника. На место Саида был назначен более решительный Саид ибн Амр аль-Хараши — боец ещё хаджжаджевой выучки, прославившийся в битвах с аль-Мухаллабом. С конца 720 года в восточных провинциях арабской империи фактически развернулась многосторонняя гражданская война, не прекращавшаяся до самого его падения — то есть 30 следующих лет.
Узнав о радикальной смене курса, главы отдельных рустаков обратились за помощью к правителям Ферганской долины; на случай поражения и ответной карательной экспедиции был разработан план ухода в танский Китай. В качестве заложников согдийцы взяли с собой несколько десятков арабских женщин и детей и в таком виде выступили на восток. Аль-Хараши выступил вслед за мятежниками между 15 и 25 июля 722 года и настиг их у Ходжента, но на прямой штурм вследствие наличия заложников не решился. Начались долгие переговоры, однако в ходе них стало известно, что одна из заложниц погибла при невыясненных обстоятельствах. Мусульмане сочли, что имело место убийство — в то время как согдийцы всячески отрицали свою вину. В одну из ночей Карзач, правитель рустака Фай, не выдержал долгой осады и попытался вывести своих людей из окружения — и это стало последней каплей для мусульман. Город был взят, защитники перебиты; убивали даже купцов, оказавшихся в городе транзитом из Китая, а их товары делили как общую добычу. Летом того же года Саид повёл войска уже на царя Согдианы Диваштича, обещавшего дать убежище беглым согдийцам и, после судилища, распял. За подобное действие — казнь вассального правителя без одобрения халифа — претензии были предъявлены уже аль-Хараши. Здесь наместник совершил фатальную ошибку: он угостил посланца халифа, присланного проверить лояльность аль-Хараши, отравленной дыней, после чего сомнений в его злонамеренности уже не возникало. Халиф Умар отозвал наместника и потребовал отчёта в совершённом; многократное прижигание живота способствовало достижению этой цели. Новым наместником был назначен Муслим ибн Саид.
В 724 году Муслим, столкнувшись с князем Сулуком, был разбит и едва смог достичь Самарканда с горсткой выживших после людей. Эта битва вошла в историю как «День жажды». Ряд последующих назначенцев Хишама потерпели поражение от Сулука, который в 728 году взял Бухару, а затем нанёс арабам ещё ряд тактических поражений, в частности, в битве на перевале Тахтакарача.
К 732 году двум крупным арабским экспедициям в Самарканд удалось с большими потерями восстановить власть халифа в этом районе; Сулук отказался от своих амбиций в отношении Самарканда и покинул Бухару, уйдя на север.
В целом война в Мавераннахре шла фактически в течение всего правления Хишама ибн Абдул-Малика — с 723 по 740 — и осложнилась вторжением Тюргешского каганата. В ходе боевых действий на сторону восставших переходили даже ранее лоялистски настроенные личности — так, в 734 году восстание под знаменем хариджизма поднял аль-Харис ибн Сурайдж, в 728 году отличившийся при штурме Басры.
Зимой 737 года Сулук вместе со своими союзниками аль-Харисом, Гураком (тюркосогдийским лидером) и людьми из Усрушаны, Ташкента и Хутталя перешли в финальное наступление. Сулук вступил в Джузджан, но был побеждён губернатором Омейядов Асадом в битве при Харистане. В следующем году Сулук был убит своим генералом при поддержке Китая. Затем в 739 году сам генерал был убит китайцами, и китайская власть вернулась в Трансоксиану.
Война в регионе достигла такого размаха, что в период 737—739 годов уже не правители рустаков, но значительная часть местного население бежала в сопредельные (вплоть до танского Китая) государства; лишь к 740 году боевые действия были приостановлены, а беженцы вернулись в родные земли. Высшие военачальники Халифата, однако, не одобрили мирного договора с правителями восточных провинций — поскольку считали их совместные действия с тюргешами не просто военным союзом, но союзом с неверными против братьев-мусульман. Продолжать решительные действия они, впрочем, уже не могли — с восхождения на минбар ал-Валида II в 743 году антиправительственные восстания стали сливаться в единые фронта по всей стране, так что ситуация в провинциях восточнее Ирана казалась уже не столь важной.

## Омейядо-танский конфликт
Арабские источники утверждают, что Кутейба ибн Муслим покорил Кашгар у Китая и вернул его по соглашению, но современные историки полностью отвергают это утверждение.
В приграничных с Китаем районах Халифат в 715 году сверг ихшида Ферганской долины и возвёл на трон нового правителя Алутара. Свергнутый ихшид бежал в Кучу (китайский протекторат Анси) и искал поддержки Китая. Китайцы отправили 10 000 солдат под командованием Чжан Сяосуна в Фергану. Он разбил Алутара и арабские силы в Намангане и восстановил ихшида на троне.
Генерал Тан Цзяхуэй побудил китайцев остановить следующую арабо-тибетскую атаку в битве при Аксу (717). К атаке на Аксу присоединился тюргешский каган Сулук. Уч-Турфан и Аксу подверглись нападению со стороны тюргешских, арабских и тибетских сил 15 августа 717 года. Карлуки, служившие под китайским командованием, во главе с Арсила Сианем, западно-тюркским каганом, служившим при генерал Тан Цзяхуэе, отбили нападение. Аль-Яшкури, арабский командующий, и его армия бежали в Ташкент после своего поражения.

## Последние битвы
Гражданская война в Халифате к началу 740-х протекала в самой вотчине Омейадов — в Сирии, так что восточные провинции оказались на периферии внимания. В этих условиях обострился конфликт между кальбитами и кайситами, тлевший со времён ещё второй фитны. Начавшийся в 744 году как личный (между Насром ибн Сайяром и Джудайем аль-Кирмани), конфликт этот быстро перерос в публичный; к нему стремительно подключились хариджиты аль-Хариса ибн Сурайджа, воевавшие против арабов коллаборации с тюргешами ещё в 730-х и не получившие полного прощения со стороны центральной власти. В 745 году к боевым действиям подключились и другие группировки хариджитов, а в 747 году в Мерве активировались ячейки Аббасидов. В ходе многосторонней войны, известной как третья фитна, власть Омейадов в Халифате оказалась свергнута — но и новая династия Аббасидов не сумела выстроить крепкого мира с удалёнными регионами. Главной причиной этому стало то, что единый Халифат был основан на постоянной внешней экспансии — а её восточное направление застопорилось ещё при аль-Валиде I. Тибетская империя была союзником арабов во время битвы на Таласе в 751 году против китайской династии Тан. Поскольку арабы не претендовали на Синьцзян, битва не имела стратегического значения.

## Результаты завоевания
На завоёванных территориях произошёл синтез арабской и коренных (персидской, тюркской, пр.) культур.
Для покорённых арабами народов ислам (с примесями местных верований) стал доминирующей религией. Миссионерскую деятельность проводили шейхи, странствующие дервиши, суфии. Среди местного населения появились набожные люди, главы духовенства (муллы, имамы, ишаны, кадии, хазреты[уточнить], аулие[уточнить] и др.). Увеличилось количество верующих среди городского населения, началось строительство мечетей и ханак, предназначенных для совершения молитвы и других духовных обрядов. Позже при мечетях открылись медресе, где обучали арабской грамоте. Новая вера научила почитать главную священную книгу мусульман «Коран», укрепила единство тюркоязычных народов. Исламизация Средней Азии явилась фактором ускоренного развития общества, экономики, политики и культуры тюркских народов.
Произошли большие изменения в материальной культуре народов Средней Азии: новый толчок получила городская культура, по Великому Шелковому пути развивалась торговля со многими странами Востока и Запада. С VIII века в Центральной Азии строились крепости-укрепления — рибаты, многие из которых позднее превратились в города.
Среднеперсидский язык за неполный век эволюционировал в фарси. В персидскую и тюркскую лексику пришло множество арабизмов. Развитие получила литература. Был принят исламский календарь. В быту появились религиозные праздники. Погребение совершалось по мусульманскому обряду. Широко распространились произведения восточных классиков, духовные предания и поэмы, проповедующие основы ислама (коранические рассказы, «Сал-Сал»[уточнить], «Заркум»[уточнить], «Юсуф и Зулейха», «Тысяча и одна ночь» и другие).
После появления знаменитой академии наук Багдада под названием "Байт аль-Хикма", из территории Центральной Азии начали выходить множество великих ученых математиков, физиков, химиков, астрономов, философов, а также поэтов и мыслителей. Так например, научные труды Авиценны, Аль-Фергани, Аль-Фараби (известной на Западе латинизированным именем Farabius) были переведены на латинский язык и повлияли на развитие науки в Европе. На территории Центральной Азии появились множество различных научных библиотек, научных обсерватории и научных академии. Наука в Центральной Азии процветала и развивалась вплоть до монгольского нашествия в Среднюю Азию.
Арабы добились господства только в отдельных регионах Южного Казахстана и Семиречье, которые вошли в состав халифата. Поэтому исламизация в южных регионах проходила быстрее, чем на остальной территории. В X веке арабский путешественник Ибн-Хаукаль писал о том, что дальше Тараза не видел ни одного мусульманина. Кочевые племена, особенно те, кто составил позднее ядро казахского народа, сохраняли в начале некоторые пережитки языческих веровании предков: поклонение солнцу, огню, идолам, их нравы и обычаи в сочетании с исламскими канонами.
Арабы обогатили культуру народов Казахстана, приобщили их к культуре и искусству Востока. На казахской земле родился великий учёный математик и философ, научный теоретик музыки, социолог и второй Аристотель - аль-Фараби, внесший огромный вклад в мировую культуру и науку. Ислам, проникая в широкие слои населения, стал главной религией Казахстана.